# Festuca toca
Festuca toca är en gräsart som beskrevs av Stancík. Festuca toca ingår i släktet svinglar, och familjen gräs. Inga underarter finns listade i Catalogue of Life.